# Шахтар (Луганськ)
Футбольний клуб «Шахтар» — український футбольний клуб з міста Луганськ.

## Історія
У 1977 році на шахті «Луганська № 1» було створено футбольну команду. Команда «Шахтар» почала виступати в чемпіонаті міста Луганська, який вважався рівнем вищим від обласного чемпіонату.
В 1990-х роках в селищі Ювілейному був збудований стадіон, на який переїхала команда, а до цього виступала на полі Луганського сільгоспінституту. У 1993 році на посаду головного тренера команди був запрошений знаменитий воротар «Зорі» Олександр Ткаченко. До приходу Ткаченка в «Шахтарі» довгі роки не було професіонального тренера. Тоді ж «гірники» почали виступати і в чемпіонаті Луганської області, який поступово здобував популярність. Підтримував команду начальник дільниці шахти — Володимир Скубенко. «Шахтар» регулярно займав призові місця і в міських змаганнях і в обласних.
У 2000 році команду очолив Юрій Погребняк. По суті, відбулося об'єднання двох найсильніших на той момент аматорських клубів області — «Еллади-Енергії» і «Шахтаря». Президентом цього клубу став Олег Миколайович Котевич. Новий колектив відразу став чемпіоном і володарем Кубка області, а весною 2001 року стартував в аматорському чемпіонаті України. По завершенні сезону «Шахтар» став чемпіоном України серед аматорів і отримав право брати участь в сезоні 2002/03 у другій лізі. В першому ж сезоні команда стала другою в своїй групі, а вже в наступному була змушена знятися із змагань.

## Досягнення
- Чемпіон України серед аматорів — 2001

## Всі сезони в незалежній Україні
| Сезон   | Чемпіонат     | Чемпіонат | Чемпіонат | Чемпіонат | Чемпіонат | Чемпіонат | Чемпіонат | Чемпіонат | Кубок       | Кубок | Кубок | Кубок | Кубок | Кубок | Кубок | Примітка                                           |
| Сезон   | Ліга          | Місце     | І         | В         | Н         | П         | М         | О         | Етап        | І     | В     | Н     | П     | М     | О     | Примітка                                           |
| ------- | ------------- | --------- | --------- | --------- | --------- | --------- | --------- | --------- | ----------- | ----- | ----- | ----- | ----- | ----- | ----- | -------------------------------------------------- |
| 2002/03 | Друга Група В | 2 з 15    | 28        | 20        | 5         | 3         | 49−15     | 65        | 1/32 фіналу | 1     | 0     | 0     | 1     | 1−3   | 0     | Знявся із змагань до початку наступного чемпіонату |
| Всього  | Друга         | 1 сезон   | 28        | 20        | 5         | 3         | 49−15     | 45        | >1 сезон    | 1     | 0     | 0     | 1     | 1−3   | 0     |                                                    |